# Jakub Holuša
Praporčík Jakub Holuša (* 20. února 1988 Opava) je bývalý český atlet, běžec. V roce 2015 zvítězil na halovém ME v Praze časem 3:37,68 v běhu na 1500 metrů. V roce 2012 vybojoval na halovém MS v Istanbulu časem 1:48,62 stříbrnou medaili v běhu na 800 metrů a jako jediný z českých atletů získal na tomto šampionátu medaili. V červenci 2016 v Monaku překonal český rekord v běhu na 1500 metrů výkonem 3:33,36. Ten vylepšil v červnu roku 2018 o 51 setin na 3:32,85 a v červenci téhož roku na 3:32,49.

## Kariéra
Začínal jako orientační běžec a steeplař. V roce 2005 na mistrovství světa do 17 let v Marrákeši doběhl ve finále na sedmém místě (2000 m př.). O dva roky později se stal v nizozemském Hengelu juniorským mistrem Evropy na trati 3000 metrů s překážkami.
Od roku 2008 je jeho specializací zejména běh na 800 a 1500 metrů. Na halovém MS 2008 ve španělské Valencii nepostoupil z úvodního rozběhu. Ve stejném roce reprezentoval na letních olympijských hrách v Pekingu, kde skončil v rozběhu na celkovém děleném 41. místě ze 61 závodníků. V roce 2009 získal na mistrovství Evropy do 22 let v litevském Kaunasu bronzovou medaili v závodě na 1500 metrů. Na světovém šampionátu v Berlíně však nestartoval.
O rok později doběhl na halovém MS v katarském Dauhá ve finále běhu na 800 metrů na pátém místě v čase 1:47,28. 5. místo na stejné trati vybojoval také na evropském šampionátu v Barceloně. Cílem proběhl v čase 1:47,45 a na bronzového medailistu Adama Kszczota z Polska ztratil 23 setin.
Jakub Holuša byl rovněž spoludržitelem českého rekordu ve štafetě na 4 × 400 metrů (3:02,72 Daniel Němeček, Pavel Maslák, Josef Prorok, Helsinky 1.7.2012), než tento čas překonalo kvarteto Jan Tesař, Pavel Maslák, Michal Desenský a Patrik Šorm (3:02,66, 9.7, ME Amsterdam 2016).
Výborně si vedl v halové sezóně 2015. V francouzských Metách překonal 25. února výkonem 2:19,45 český halový rekord v běhu na 1000 metrů. Svého životního úspěchu dosáhl zakrátko nato, když v březnu na halovém mistrovství Evropy v pražské O2 areně vybojoval před domácím publikem zlatou medaili v běhu na 1500 metrů. Při závodech Diamantové ligy 30. července 2015 v Stockholmu překonal v běhu na 1500 metrů 32 let starý český rekord Jana Kubisty výkonem 3:34,26. Nevydařilo se mu však vystoupení na letním mistrovství světa v Pekingu. V rozběhu se nechal 300 metrů před cílem zablokovat na zadních pozicích startovních pole a nezbylo mu než podniknout vyčerpávající a riskantní dlouhý finiš ve vnější dráze, při kterém mu v cílové rovince již došly síly. Závod byl navíc rozběhnut velmi pomalu, takže Jakub Holuša přišel i o šanci postoupit do semifinále alespoň dosaženým časem.
Při závodech Diamantové ligy v Monaku překonal dne 15. července 2016 český rekord v běhu na 1500 metrů výkonem 3:33,36.
Na mistrovství světa v Londýně v roce 2017 obsadil ve finále běhu na 1500 metrů páté místo.
V únoru roku 2022 ohlásil konec kariéry z důvodu zranění paty.

## Osobní rekordy
Venku: 800 metrů - 1:45,12, 1500 metrů - 3:32,49 (NR), 3000 metrů - 7:51,39
V hale: 800 metrů - 1:46,09, 1500 metrů - 3:37,68 (NR)